# San Miguel, Acatepec
San Miguel är en ort i Mexiko.   Den ligger i kommunen Acatepec och delstaten Guerrero, i den sydöstra delen av landet, 230 km söder om huvudstaden Mexico City. San Miguel ligger 2 102 meter över havet och antalet invånare är 125.
Terrängen runt San Miguel är kuperad åt nordost, men åt sydväst är den bergig. Terrängen runt San Miguel sluttar västerut. Runt San Miguel är det ganska glesbefolkat, med 42 invånare per kvadratkilometer. Närmaste större samhälle är Acatepec, 5,3 km väster om San Miguel. I omgivningarna runt San Miguel växer huvudsakligen savannskog.